# V.프리미어리그
V.프리미어 리그(プレミアリーグ, V.Premier League)는 1994년 시작한 일본 실업 배구의 1부 리그이다. 일본배구협회 및 일본배구리그기구에서 개최하며 남자부, 여자부 각각 8팀이 참가한다. V.프리미어리그는 2017-2018 시즌을 끝으로 종료되었으며, 2018-2019 시즌부터는 V.리그라는 이름으로 개최될 예정이다.

## 팀 (2012-13)

### 남자부
- 도레이 애로스
- 도요다 고세이 트레푸에르사
- 사카이 블레이저스
- 산토리 선버즈
- 오이타 미요시 바이세아들러
- 파나소닉 팬서스
- FC 도쿄
- JT 선더스

### 여자부
- 덴소 에어리비스
- 도레이 애로스
- 도요타 샤타이 퀸사이스
- 오카야마 시걸스
- 파이오니아 레드윙스
- 히사미츠 스프링스
- JT 마블러스
- NEC 레드로키츠